# Lágrimas (canção)
"Lágrimas" é uma canção da cantora e compositora mexicana Dulce María com a participação do cantor Julión Álvarez, lançada em 02 de setembro de 2013 como primeiro single do segundo álbum da cantora, Sin fronteras (2014). A canção é um cover do cantor chileno Koko Stambuk lançada do seu primeiro disco intitulado Valiente (2009). Tinha previsão de ser lançada em 03 de setembro de 2013 para download digital e streaming, devido a problemas não informados a canção teve seu lançamento adiado e foi lançada no dia 05 de setembro, dois dias depois da data anunciada.

## Produção e antecedentes
O programa ‘Gordo y La Flaca’ contaram com exclusividade a notícia de que Dulce María e Julion Alvarez uniram suas vozes em um dueto para o novo CD da cantora. A faixa na época era intitulada ‘Llueven Lágrimas’.
No dia 18 de agosto a cantora mexicana divulgou no seu twitter que a canção seria o primeiro single do seu novo álbum.
| “ | #Lágrimas es mi nuevo sencillo a dueto con Julion Álvarez y el estreno mundial será el 3 el septiembre! Están listos????? | ” |

No mesmo dia a equipe da cantora divulgou uma nota oficial sobre o single:
| “ | El próximo 2 de Septiembre podrás escuchar #Lagrimas el nuevo Single de Dulce María #LagrimasNewSingleDulceMaria . No hay tiempo que no se cumpla, y finalmente el equipo de SideB Entertainment compañía de Management y Managers de Dulce María junto con su sello discográfico Universal Music Latin Entertainment han podido coordinar lo necesario para que en toda la región de Estados Unidos, Centro y Suramérica así como Europa, puedan tener listo el nuevo single de Dulce María el día 2 de Septiembre. Al día siguiente, el 3 de Septiembre, #Lagrimas podrá ser adquirido en todas las plataformas digitales como iTunes, incluyendo los servicios de steaming como Spotify y Deezer. Durante algunas horas el hashtag #LagrimasNewSingleDulceMaria se colocó en los trending topics del Worldwide en Twitter, con lo cual se demuestra una vez mas, la expectativa que ha causado el nuevo material de Dulce María. En esta canción Dulce María invitó a participar a Julión Álvarez , uno de los máximos exponentes de la música regional mexicana (Banda). En las próximas semanas, se estará grabando el videoclip de la canción #Lagrimas. Se están analizando locaciones en los Estados Unidos, sobre todo en Los Angeles, California. El nuevo disco de Dulce María sorprenderá a todos ya que tiene diferentes colaboraciones musicales, entre las cuales destacan personajes muy famosos de Brasil, México, Colombia, Argentina y Estados Unidos. El contenido de este nuevo material es una fusión la cual ha resultado de las ultimas experiencias de Dulce María por diferentes países y vivencias con distintos personajes. La producción del Sencillo #Lagrimas estuvo a cargo del productor Brasileño Dudu Borges,quien también ha trabajado con Michel Teló. SideBentertainment, LLC | ” |

## Vídeo musical
No comunicado de imprensa divulgado no dia 18 de agosto de 2013, a equipe da cantora divulgou que o videoclipe da canção seria gravado nas próximas semanas e que estavam sendo analisadas as localizações para gravação nos Estados Unidos, especificamente em Los Angeles, Califórnia.
O videoclipe foi gravado no dia 11 de setembro de 2013 em Los Angeles, Califórnia, com locações em um bar e em uma praia de Malibu e tem a direção de David Rousseau.
O videoclipe teve sua estreia oficial no dia 5 de novembro de 2013 no canal oficial da cantora no VEVO e no programa Lo + do Ritmoson Latino, canal de música en espanhol que é transmitido em mais de 60 países. e já possui mais de 40 milhões de visualizações na Vevo.

## Desempenho Comercial
Lágrimas teve um debut não muito bom em sua primeira semana devido a falta de divulgação e apoio da gravadora, a Universal Music México, porém a partir de sua segunda semana passou a subir várias posições no iTunes mexicano, chegando a alcançar as posições #7 entre as músicas de Pop Latino, #09 entre as músicas latinas e #30 na categoria geral
No dia 24 de Março, quando se iniciou a pré venda de seu álbum "Sin Fronteras", "Lágrimas" atingiu #4 no iTunes Brasil.

## Prêmios e indicações
| Ano  | Prêmio                    | Categoria                    | Resultado |
| ---- | ------------------------- | ---------------------------- | --------- |
| 2013 | Premios People en Español | "Mejor Colaboración del Año" | Venceu    |

## Histórico de lançamento
| País                                  | Data                   | Formato                      |
| ------------------------------------- | ---------------------- | ---------------------------- |
| Mundo                                 | 02 de setembro de 2013 | Rádio                        |
| Camarões Canadá Estados Unidos México | 05 de setembro de 2013 | Download digital / Streaming |
| Mundo                                 | 16 de setembro de 2013 | Download digital / Streaming |